# Aqqaluk Sørensen
Aqqaluk David Sørensen (* 29. Februar 1988 in Nuuk) ist ein ehemaliger grönländischer Handballspieler, der für die grönländische Nationalmannschaft auflief.

## Karriere
Aqqaluk Sørensen spielte anfangs für die dänische Vereine Bjerringbro-Silkeborg und Odder Håndbold. Im Sommer 2009 verpflichtete ihn der Zweitligist Faaborg HK. Im Sommer 2011 kehrte der Rückraumspieler zum Zweitligisten Odder Håndbold zurück. Im Februar 2012 unterschrieb er einen ab dem Juli 2012 gültigen Vertrag beim Erstligisten Århus Håndbold. Einen Monat später zog er sich in einer Zweitligapartie für Odder einen Kreuzbandriss und eine Verletzung am Meniskus zu. Nachdem der Linkshänder elf Monate pausieren musste, bestritt er im Februar 2013 sein erstes Spiel für Århus Håndbold. Vor der Saison 2014/15 verließ er Århus und beendete seine Karriere wegen seines Knieschadens.
Sørensen lief 23-mal für die grönländische Nationalmannschaft auf. Er nahm mit Grönland an der Weltmeisterschaft 2007 teil.